# Ganj Nameh
Ganj Nameh (en persa: گنجنامه‎, lit. 'Libro de tesoros') es una inscripción monumental ruprestre que conmemora los actos de los reyes aqueménidas Darío I el Grande y su hijo Jerjes I.
Está situada sobre la ladera de una colina rocosa en los montes Alvand, a unos 10 km al oeste de Ecbatana, la actual Hamadán (Irán). Consta de dos paneles trilingües grabados en granito en escritura cuneiforme en los idiomas babilónico, persa antiguo y elamita. La inscripción comienza con una plegaria al dios Ahura Mazda y continúa con las victorias y el linaje de Darío y Jerjes.

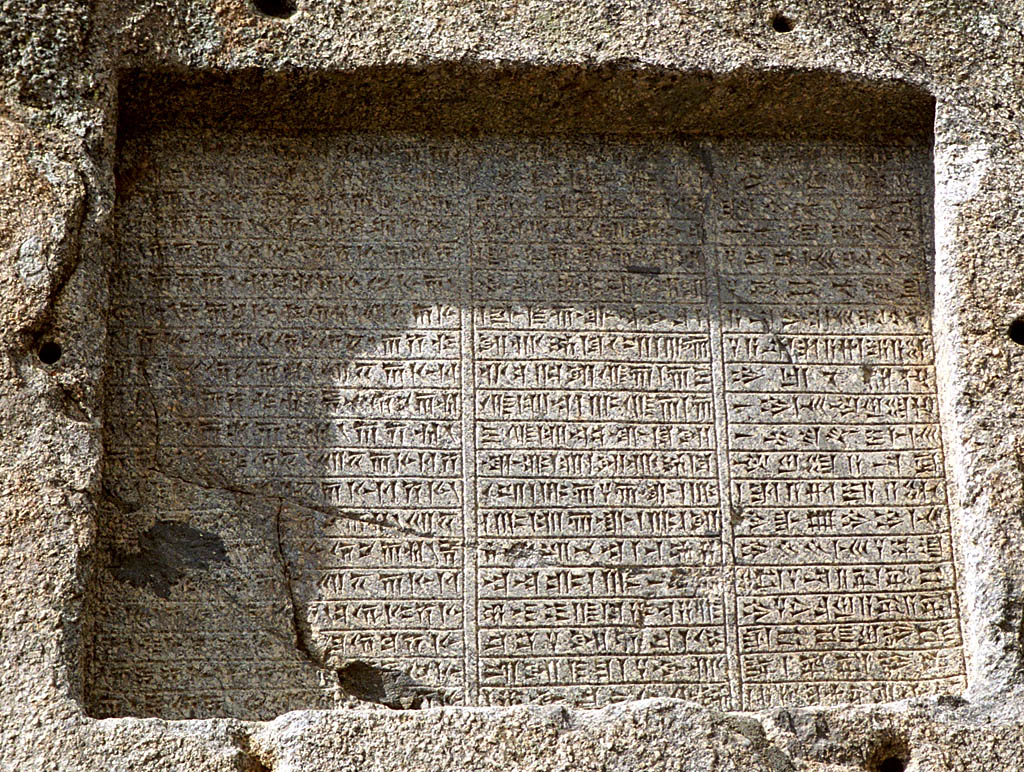
Inscripción de Darío I
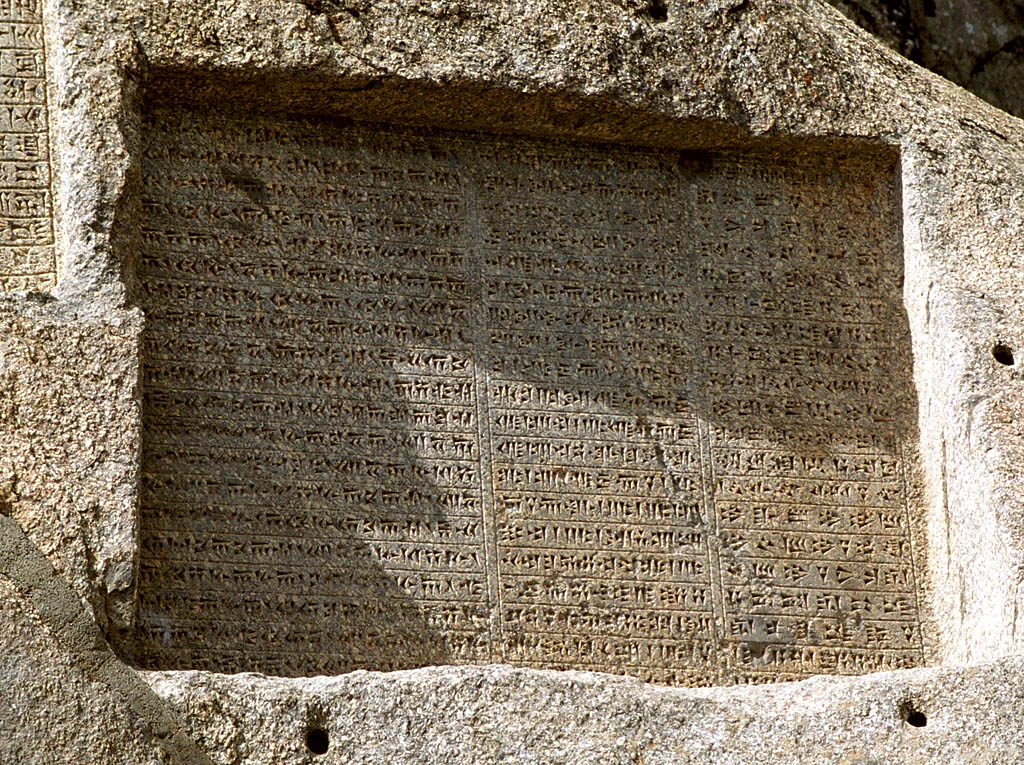
Inscripción de Jerjes I